# Euploea bellona
Euploea bellona är en fjärilsart som beskrevs av Francis Gard Howarth 1962. Euploea bellona ingår i släktet Euploea och familjen praktfjärilar. Inga underarter finns listade i Catalogue of Life.